# 乌克费尔德
乌克费尔德（德語：Uckerfelde，發音：[ʊkɐˈfɛldə]）是德国勃兰登堡州乌克马克县的市镇，面积46.27平方千米，2023年12月31日人口为940人。